# Thomas Kirch

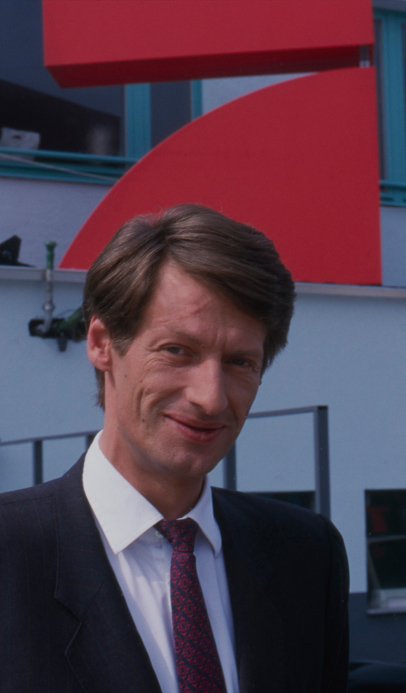
Thomas Kirch (1995)

Thomas Kirch (* 13. Februar 1957) ist ein deutscher Medienunternehmer.

## Leben
Der Sohn des Filmrechtehändlers Leo Kirch und Ruth Weigands studierte in Boston Informatik und Wirtschaftswissenschaften.
Im Jahr 1988 beteiligte er sich mit 49 % an dem privaten Fernsehanbieter Eureka TV, der 1989 unter dem neuen Namen Pro 7 als Vollprogramm auf Sendung ging.
1997 wurde Thomas Kirch mit einem Anteil von 58,4 % Mehrheitsaktionär der ProSieben Media AG, zu der die Fernsehprogramme Pro 7 und Kabel 1 gehörten. Darüber hinaus war er an den Ballungsraumsendern TV München und TV Berlin, am Einkaufskanal H.O.T. und am Berliner Radiosender Hundert,6 beteiligt.
Ende des Jahres 1999 brachte Thomas Kirch seine Anteile an der ProSieben Media AG in die KirchMedia GmbH & Co. KGaA seines Vaters ein, die dadurch zum Mehrheitsaktionär sowohl bei Sat.1 als auch bei der ProSieben-Gruppe wurde. Thomas Kirch selbst war mit 6,54 Prozent an der KirchMedia beteiligt, die im April 2002 Insolvenz anmeldete und schließlich zerschlagen wurde.
| Personendaten    | Personendaten               |
| ---------------- | --------------------------- |
| NAME             | Kirch, Thomas               |
| KURZBESCHREIBUNG | deutscher Medienunternehmer |
| GEBURTSDATUM     | 13. Februar 1957            |